# Папа Бенедикт XII
Папа Бенедикт XII (лат. Benedictus XII; преминуо 25. априла 1342. године), рођен као Жак Фурније, био је поглавар Католичке цркве од 20. децембра 1334. године до смрти 1342. године. Он је био трећи авињонски папа.

## Детињство и младост
Мало се зна о пореклу Жака Фурније. Мисли се да је рођен у Савердуну у Комте д Фоу око 1280. године у породици скромних средстава. Постаје цистерцитски монах и напушта село како би студирао на Универзитету у Паризу. Године 1311. постаје опат опатије Фонтфроад, убрзо након тога постаје познат по својој интелигенцији и способности организације. Постаје бискуп памијерске бискупије 1317. године. Тамо предузима ригорозан лов на катарске јеретике, попут Гијома Белибасте, чиме осваја похвале верских власти, али и отуђење локалних људи.
Његови напори против Катара из Монтајуа у департману Арјеж су пажљиво забележени у Фурнијеовом регистару, који је понео у Рим и оставио у Ватиканској библиотеци. Ово је документовано од стране историчара Емануела ле Роја Ладуријеа у пионирској микроисторији (интензивно историјско истраживање), Монтају, окситанско село. Након успошног искорењивања последњих, како се веровало, јеретика на југу Француске 1326. године, постављен је за бискупа у бискупији Мирпоа у Арјежу. Годину дана касније, постаје кардинал.

## Фурнијерово ступање у папство
Фурније је наследио папу Јована XXII на месту папе 1334. године. Изабран је у првом кругу папске конклаве. Уобичајена пракса у то време је била да кардинали гласају за кардинала за ког се не сматра да постоји реална могућност избора на првом гласању, како би се видело коме су кардинали наклоњени. Међутим, овај пут, необична ствар се догодила: сваки кардинал осим кардинала Фурнијеа је гласао за њега. Кардинали нису планирали ово, те је ступање непознатог Фурнијеа на првом гласању било потпуно случајна ствар.
Бенедикт XII је био папа који у реформисању није спроводио политику својих претходника. Одлучује да се помири са царем Светог римског царства Лудвигом IV, и колико је то могуће нагодио се са фрањевцима, који су били тада у сукобу са Светом столицом. Покушао је да сузбије луксуз монашких редова, али без много успеха. Такође наређује изградњу папске палате у Авињону.
Највећи део свог времена, Бенедикт, проводи радећи на питањима теологије. Одбацује многе идеје које је развио Јован XXII. У том смислу, он издаје апостолски устав, Благословен Бог 1336. године. Ова догма дефинише уверење Цркве да душе преминулих иду у своје вечне награде одмах после смрти, за разлику претходних које тврде да остају у стању несвесног постојања до Страшног суда. Иако неки тврде да је он водио кампању против Безгрешног зачећа, ово је далеко од провереног. Ангажовао се у дугим теолошким расправама са другим истакнутим фигурама тог доба, као што су Вилијам Окамски и Мајстор Екхарт.
Иако рођен као Француз, Бенедикт не осећа патриотизам према Француској или њеном краљу Филипу VI Од почетка његовог папства, односи између њега и Филипа су фригидни. Након што је информисан о Филиповом плану да нападне Шкотску, Бенедикт је наговестио да би Едвард III, краљ Енглеске највероватније победио.

## Прогони православних
1339. папа Бенедикт је опростио грехе свима онима, који се буду борили против идолопоклоника (Литвини) и шизматика (православни Срби), који живе у суседству с Угарима.

## Папска нумерација
Напомена о нумерацији: папа Бенедикт X се сада сматра антипапом. У време избора Бенедикта овај статус, међутим, није био признат, тако да је човек којег Католичка црква службено сматра за правог једанаестог папу Бенедикта узео званичан број XII уместо XI. Ово је померило нумерацију свих накнадних папа Бенедикта за један.